# Joy Lauren
Joy Jorgensen, dit Joy Lauren, est une actrice américaine d'origine danoise née le 18 octobre 1989 à Atlanta (Géorgie États-Unis).

## Biographie
Elle est principalement connue pour avoir joué le personnage de Danielle Van de Kamp, fille de Bree Van De Kamp dans la série Desperate Housewives.

## Filmographie
- 2002 : Division d'élite (The Division) (série télévisée) : Mary Ellen Smith
- 2002 : Lizzie McGuire (série télévisée) : Head Cheerleader
- 2003 : Rogues : Choir
- 2003 : Une famille presque parfaite (Still Standing) (série télévisée) : Jenna
- 2006 : L.A. enquêtes prioritaires (The Closer) (série télévisée) : Angela Carter
- 2007 : Shark (série télévisée) : Krystie Mays
- 2007 : Private Practice et Les Frères Scott (série télévisée) : Darcy
- 2004-2011 : Desperate Housewives (série télévisée) : Danielle Van De Kamp

## Distinctions
- Nomination au Young Artist Award de la meilleure jeune invitée en 2003 pour Division d'élite.
- Nomination au Young Artist Award du meilleur second rôle féminin en 2006 pour Desperate Housewives.
- Nomination au Screen Actors Guild Award de la meilleure distribution en 2007, 2008 et 2009 pour Desperate Housewives.